# شهرستان وومین
شهرستان وُوُمین (به لهستانی: Powiat Wołomin) یک شهرستان در لهستان است که در استان ماسوویان واقع شده‌است. شهرستان وُوُمین ۹۵۵٫۳۷ کیلومتر مربع مساحت و ۲۰۲٬۴۴۴ نفر جمعیت دارد.